# Ozarba figurata
Ozarba figurata là một loài bướm đêm trong họ Noctuidae.